# Brad Binder
Brad Binder (Potchefstroom, 11 agosto 1995) è un pilota motociclistico sudafricano, vincitore del campionato del mondo della Moto3 nel 2016.
Anche suo fratello, Darryn Binder, corre come pilota motociclistico professionista.

## Carriera
Inizia a correre su kart nel 2003. Nel 2005 passa alle due ruote, vincendo subito svariati titoli in categorie 50, 125 e 150. Nel 2008 debutta a livello internazionale, gareggiando nell'Aprilia Superteens Series, competizione britannica. Nella prima manche giunge secondo, ma nella seconda cade. Nel 2009 corre nella Red Bull Rookies Cup concludendo 14º, poi 5º nel 2010 e 7º nel 2011.

### Classe 125 e Moto3
Sempre nel 2011 fa il suo esordio nel motomondiale, correndo in classe 125 il Gran Premio di Indianapolis sull'Aprilia del team RW Racing GP, in sostituzione dell'infortunato Luis Salom. Dal Gran Premio del Giappone sostituisce Miguel Oliveira nel team Andalucía Banca Civica, senza ottenere punti. Nel 2012 corre nella classe Moto3 nel team RW Racing GP, che gli affida una Kalex KTM; il compagno di squadra è Salom. Ottiene come miglior risultato un quarto posto al GP della Comunità Valenciana e termina la stagione al 21º posto con 24 punti. 

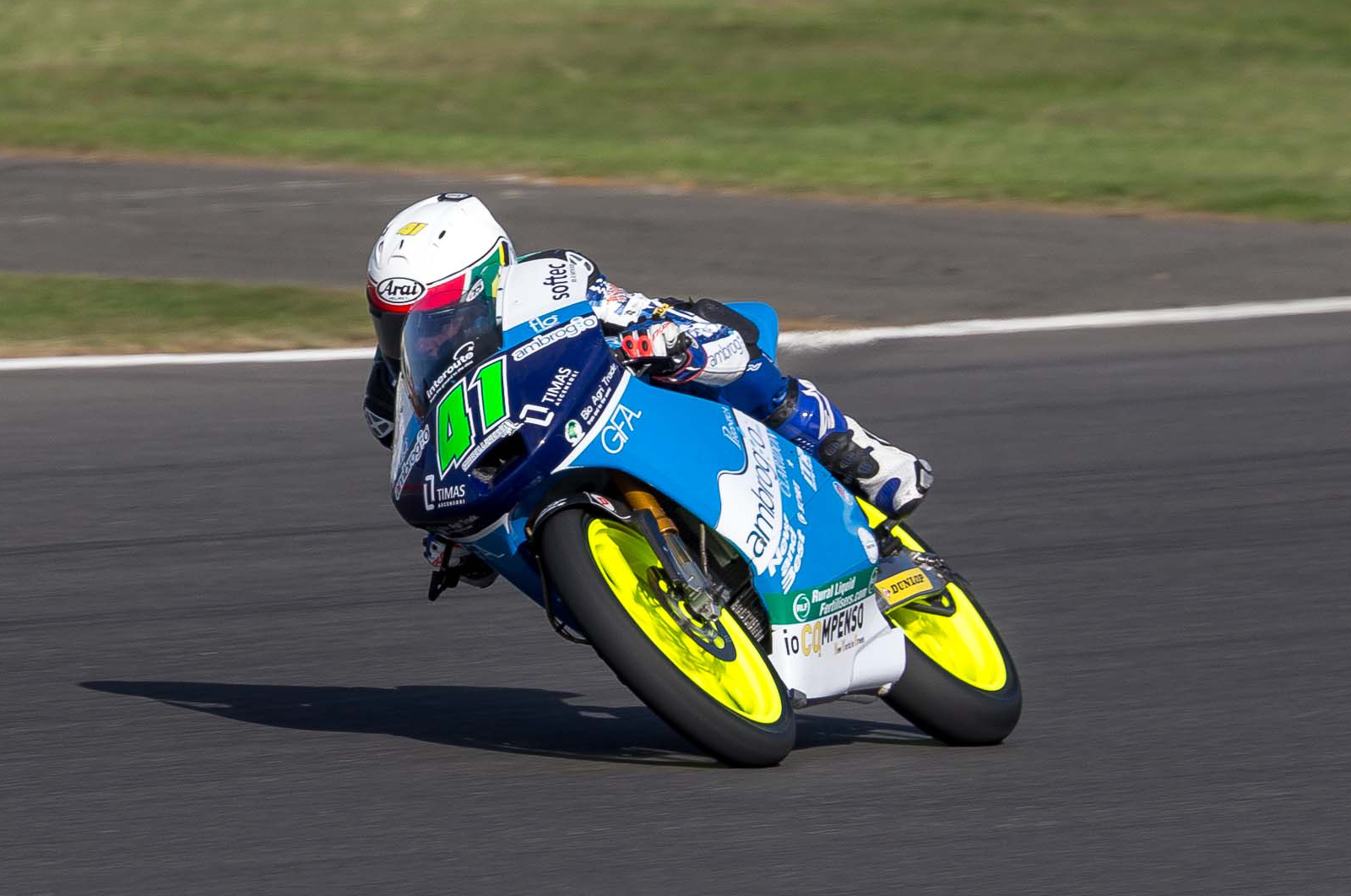
Binder sulla Suter MMX3 del team Ambrogio Racing nel 2013.

Nel 2013 passa al team Ambrogio Racing, che gli affida inizialmente una Suter MMX3 e poi, a partire dal Gran Premio di San Marino, una Mahindra MGP3O. Ottiene come miglior risultato un quarto posto in Spagna e termina la stagione al 13º posto con 66 punti. Nel 2014 rimane nello stesso team; il compagno di squadra è Jules Danilo. In occasione del Gran Premio di Germania ottiene il suo primo podio in carriera nel contesto del motomondiale, era da 29 anni che un pilota sudafricano non otteneva un piazzamento a podio nel motomondiale, da quando Mario Rademeyer concluse terzo il GP del Sudafrica del 1985 corso a Kyalami nella classe 250. Giunge terzo anche in Giappone. Conclude la stagione all'11º posto con 109 punti.
Nel 2015 passa al team Red Bull KTM Ajo, con compagni di squadra Karel Hanika e Miguel Oliveira. Ottiene un secondo posto in Malesia, tre terzi posti (Spagna, Repubblica Ceca e Australia). Chiude la stagione al sesto posto con 159 punti. Nel 2016 rimane nello stesso team, con compagno di squadra Bo Bendsneyder. Ottiene un secondo posto in Qatar, due terzi posti (Argentina e Americhe) e una pole position in Argentina. A Jerez si qualifica secondo, ma una penalizzazione lo fa retrocedere fino all'ultimo posto (35º). Dopo una rimonta vince il Gran Premio, il primo della sua carriera nel motomondiale. Vince anche in Francia e in Italia. In Catalogna giunge secondo dopo essere partito dalla pole position. In Austria giunge secondo. Ottiene la pole position in Repubblica Ceca. Vince in Gran Bretagna. Nel Gran Premio di San Marino vince dopo essere partito dalla pole position. Il 25 settembre giungendo 2º ad Aragón si aggiudica il campionato mondiale di Moto3. Giunge secondo in Giappone. In Australia vince dopo essere partito dalla pole position. Ottiene la pole position in Malesia e chiude la stagione vincendo la gara finale a Valencia. Al termine della stagione totalizza 319 punti.

### Moto2
Nel 2017 passa in Moto2 alla guida della KTM; il compagno di squadra è Miguel Oliveira. In questa stagione è costretto a saltare i Gran Premi delle Americhe, di Spagna e Francia a causa di una ricaduta di un incidente subito nel novembre precedente. Il suo posto in squadra, in questo frangente, viene preso dallo spagnolo Ricard Cardús. Ottiene il primo podio stagione in Australia arrivando al secondo posto dietro al compagno Oliveira. Lo stesso accade in Malesia. In Comunità Valenciana giunge terzo. Conclude la stagione all'8º posto con 125 punti.
Nel 2018 rimane nello stesso team, con lo stesso compagno di squadra della stagione precedente. In occasione del Gran Premio di Germania ottiene la sua prima vittoria nella Moto2. Vince anche in Aragona dopo essere partito dalla pole position. Vince in Australia. Conclude la stagione al 3º posto con 201 punti. Nel 2019 rimane nello stesso team, con compagno di squadra Jorge Martín. Ottiene cinque vittorie (Austria, Aragona, Australia, Malesia e Comunità Valenciana), tre secondi posti (Olanda, Germania e Thailandia) e un terzo posto in Gran Bretagna e chiude la stagione al 2º posto con 259 punti.

### MotoGP

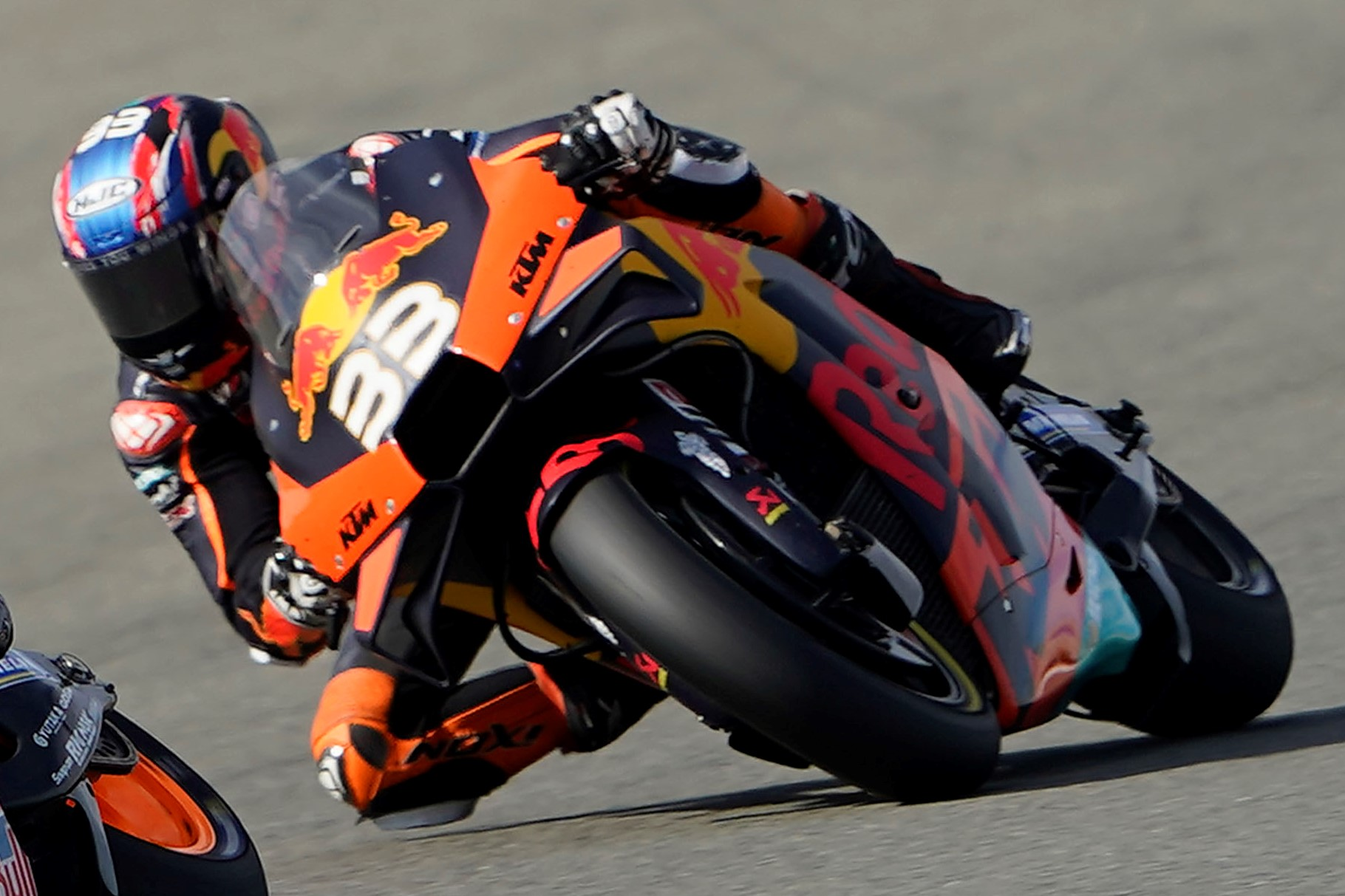
Binder sulla KTM RC16 del team KTM Factory Racing nel 2020.

Nel 2020 corre in MotoGP con la KTM insieme al compagno Pol Espargaró. Il 9 Agosto del 2020, in occasione del Gran Premio  della Repubblica Ceca, conquista la sua prima vittoria in carriera in MotoGP che è anche il primo successo per il costruttore KTM. Conquista 87 punti stagionali che gli consentono di chiudere all'undicesimo posto in classifica mondiale e di primeggiare tra gli esordienti di categoria.
Nel 2021 rimane nello stesso team, affiancato dal compagno  di squadra Miguel Oliveira. Nell’undicesimo appuntamento stagionale, in occasione del Gran premio d’Austria, Binder, ottiene il suo secondo successo in top class compiendo una vera impresa vincendo sotto il diluvio con gomme slick. Chiude la stagione al sesto posto con 142 punti.
Nel 2022 disputa il terzo anno consecutivo con il team, apre e chiude la stagione con due secondi posti nel GP del Qatar e nel GP di Valencia, oltre a collezionare un altro podio in Giappone, confermandosi al sesto posto in classifica piloti.
Nel 2023 nella MotoGP è stata introdotta la Sprint Race in tutti i weekend, Binder riesce ad ottenere la vittoria nella Sprint dell'Argentina e nel GP di Jerez. Oltre a queste due vittorie ottiene altri quattro podi nelle Sprint e cinque nelle gare lunghe della domenica. In agosto viene riconfermato come pilota titolare del team Red Bull KTM Factory Racing per altri 2 anni, estendendo il suo contratto fino al 2026, portando così a 11, gli anni consecutivi nel team Austriaco. Chiude il campionato al quarto posto in classifica, il miglior risultato di un pilota KTM dal suo ingresso nel campionato Mondiale nel 2017.
Il suo 2024 inizia con due secondi posti nel GP del Qatar. Nei cinque appuntamenti successivi non riesce ad andare a punti nelle gare Sprint, ma chiude le gare alla sempre in top 10, con una quarta posizione in Portogallo. Torna a punti nella sprint al Mugello, con un sesto posto; dopo il primo GP, non riesce a salire nuovamente sul podio negli appuntamenti successivi, ottenendo come migliori risultati altri due quarti posti, nella sprint a Silverstone e nella gara lunga ad Aragon. In un'annata in cui Ducati riesce a vincere diciannove gare su venti, con il quinto posto in campionato Binder è il miglior pilota classificato alla guida di un'altra motocicletta.

## Risultati nel motomondiale
| 2011 | Classe | Moto    |  |  |  |  |  |  |  |  |  |    |  |    |  |  |    |    |     |     |  |  |  |  | Punti | Pos. |
| ---- | ------ | ------- |  |  |  |  |  |  |  |  |  | -- |  | -- |  |  | -- | -- | --- | --- |  |  |  |  | ----- | ---- |
| 2011 | 125    | Aprilia |  |  |  |  |  |  |  |  |  | NE |  | 17 |  |  | 20 | 21 | Rit | Rit |  |  |  |  | 0     |      |

| 2012 | Classe | Moto      |     |     |    |     |     |    |    |     |    |    |     |    |    |    |     |    |    |   |  |  |  |  | Punti | Pos. |
| ---- | ------ | --------- | --- | --- | -- | --- | --- | -- | -- | --- | -- | -- | --- | -- | -- | -- | --- | -- | -- | - |  |  |  |  | ----- | ---- |
| 2012 | Moto3  | Kalex KTM | Rit | Rit | 11 | Rit | Rit | 17 | 20 | Rit | 24 | NE | Rit | 20 | 16 | 16 | Rit | 12 | 14 | 4 |  |  |  |  | 24    | 21º  |

| 2013 | Classe | Moto                   |    |   |   |   |    |    |    |   |    |     |     |     |    |    |    |    |    |    |  |  |  |  | Punti | Pos. |
| ---- | ------ | ---------------------- | -- | - | - | - | -- | -- | -- | - | -- | --- | --- | --- | -- | -- | -- | -- | -- | -- |  |  |  |  | ----- | ---- |
| 2013 | Moto3  | Suter Honda e Mahindra | 12 | 9 | 4 | 8 | 14 | 12 | 15 | 9 | NE | Rit | Rit | Rit | 18 | 12 | 11 | 15 | 10 | 12 |  |  |  |  | 66    | 13º  |

| 2014 | Classe | Moto     |    |     |    |     |    |   |   |   |   |   |   |    |   |   |   |    |     |   |  |  |  |  | Punti | Pos. |
| ---- | ------ | -------- | -- | --- | -- | --- | -- | - | - | - | - | - | - | -- | - | - | - | -- | --- | - |  |  |  |  | ----- | ---- |
| 2014 | Moto3  | Mahindra | 15 | Rit | 14 | Rit | 14 | 9 | 6 | 9 | 2 | 9 | 6 | 15 | 6 | 8 | 3 | 15 | Rit | 9 |  |  |  |  | 109   | 11º  |

| 2015 | Classe | Moto |    |   |   |   |     |    |   |   |   |   |   |     |   |     |    |   |   |   |  |  |  |  | Punti | Pos. |
| ---- | ------ | ---- | -- | - | - | - | --- | -- | - | - | - | - | - | --- | - | --- | -- | - | - | - |  |  |  |  | ----- | ---- |
| 2015 | Moto3  | KTM  | 10 | 5 | 5 | 3 | Rit | 10 | 9 | 7 | 7 | 8 | 3 | Rit | 5 | Rit | 17 | 3 | 2 | 4 |  |  |  |  | 159   | 6º   |

| 2016 | Classe | Moto |   |   |   |   |   |   |   |    |   |   |     |   |   |   |   |   |    |   |  |  |  |  | Punti | Pos. |
| ---- | ------ | ---- | - | - | - | - | - | - | - | -- | - | - | --- | - | - | - | - | - | -- | - |  |  |  |  | ----- | ---- |
| 2016 | Moto3  | KTM  | 2 | 3 | 3 | 1 | 1 | 1 | 2 | 12 | 8 | 2 | Rit | 1 | 1 | 2 | 2 | 1 | 17 | 1 |  |  |  |  | 319   | 1º   |

| 2017 | Classe | Moto |    |   |     |     |     |    |    |    |   |    |   |   |   |   |     |   |   |   |  |  |  |  | Punti | Pos. |
| ---- | ------ | ---- | -- | - | --- | --- | --- | -- | -- | -- | - | -- | - | - | - | - | --- | - | - | - |  |  |  |  | ----- | ---- |
| 2017 | Moto2  | KTM  | 20 | 9 | Inf | Inf | Inf | 10 | 17 | 13 | 7 | 12 | 7 | 9 | 4 | 5 | Rit | 2 | 2 | 3 |  |  |  |  | 125   | 8º   |

| 2018 | Classe | Moto |   |     |   |   |   |   |   |   |   |   |   |    |   |   |   |   |   |   |     |  |  |  | Punti | Pos. |
| ---- | ------ | ---- | - | --- | - | - | - | - | - | - | - | - | - | -- | - | - | - | - | - | - | --- |  |  |  | ----- | ---- |
| 2018 | Moto2  | KTM  | 6 | Rit | 6 | 6 | 9 | 6 | 6 | 7 | 1 | 6 | 6 | AN | 8 | 1 | 4 | 5 | 1 | 8 | Rit |  |  |  | 201   | 3º   |

| 2019 | Classe | Moto |    |   |     |   |   |    |    |   |   |     |   |   |   |   |   |    |   |   |   |  |  |  | Punti | Pos. |
| ---- | ------ | ---- | -- | - | --- | - | - | -- | -- | - | - | --- | - | - | - | - | - | -- | - | - | - |  |  |  | ----- | ---- |
| 2019 | Moto2  | KTM  | 12 | 6 | Rit | 5 | 4 | 15 | 11 | 2 | 2 | Rit | 1 | 3 | 6 | 1 | 2 | 13 | 1 | 1 | 1 |  |  |  | 259   | 2º   |

| 2020 | Classe | Moto |    |    |     |   |   |   |    |     |    |    |    |     |   |   |     |  |  |  |  |  |  |  | Punti | Pos. |
| ---- | ------ | ---- | -- | -- | --- | - | - | - | -- | --- | -- | -- | -- | --- | - | - | --- |  |  |  |  |  |  |  | ----- | ---- |
| 2020 | MotoGP | KTM  | NE | 13 | Rit | 1 | 4 | 8 | 12 | Rit | 11 | 12 | 11 | Rit | 7 | 5 | Rit |  |  |  |  |  |  |  | 87    | 11º  |

| 2021 | Classe | Moto |    |   |   |     |    |   |   |   |    |   |   |   |   |   |   |    |    |   |  |  |  |  | Punti | Pos. |
| ---- | ------ | ---- | -- | - | - | --- | -- | - | - | - | -- | - | - | - | - | - | - | -- | -- | - |  |  |  |  | ----- | ---- |
| 2021 | MotoGP | KTM  | 14 | 8 | 5 | Rit | 13 | 5 | 8 | 4 | 12 | 4 | 1 | 6 | 7 | 9 | 9 | 11 | 10 | 7 |  |  |  |  | 151   | 6º   |

| 2022 | Classe | Moto |   |   |   |    |     |    |   |   |   |   |   |    |   |   |   |   |    |    |   |   |  |  | Punti | Pos. |
| ---- | ------ | ---- | - | - | - | -- | --- | -- | - | - | - | - | - | -- | - | - | - | - | -- | -- | - | - |  |  | ----- | ---- |
| 2022 | MotoGP | KTM  | 2 | 8 | 6 | 12 | Rit | 10 | 8 | 7 | 8 | 7 | 5 | 11 | 7 | 8 | 4 | 2 | 10 | 10 | 8 | 2 |  |  | 188   | 6º   |

| 2023 | Classe | Moto |   |     |     |    |    |   |      |    |    |   |      |     |   |      |   |   |    |      |    |    |  |  | Punti | Pos. |
| ---- | ------ | ---- | - | --- | --- | -- | -- | - | ---- | -- | -- | - | ---- | --- | - | ---- | - | - | -- | ---- | -- | -- |  |  | ----- | ---- |
| 2023 | MotoGP | KTM  | 6 | 171 | 135 | 21 | 62 | 5 | Rit6 | 45 | 39 | 2 | Rit4 | 145 | 4 | Rit2 | 6 | 4 | 32 | Rit5 | 57 | 32 |  |  | 293   | 4º   |

| 2024 | Classe | Moto |   |   |   |   |   |   |     |   |    |      |    |    |    |     |   |   |   |    |     |    |  |  | Punti | Pos. |
| ---- | ------ | ---- | - | - | - | - | - | - | --- | - | -- | ---- | -- | -- | -- | --- | - | - | - | -- | --- | -- |  |  | ----- | ---- |
| 2024 | MotoGP | KTM  | 2 | 4 | 9 | 6 | 8 | 8 | 106 | 6 | 98 | Rit4 | 57 | 46 | 47 | 196 | 8 | 6 | 7 | 69 | NP7 | 69 |  |  | 217   | 5º   |

| 2025 | Classe | Moto |   |   |     |    |   |     |    |      |   |    |    |   |    |  |  |  |  |  |  |  |  |  | Punti | Pos. |
| ---- | ------ | ---- | - | - | --- | -- | - | --- | -- | ---- | - | -- | -- | - | -- |  |  |  |  |  |  |  |  |  | ----- | ---- |
| 2025 | MotoGP | KTM  | 8 | 7 | Rit | 13 | 6 | Rit | 14 | Rit9 | 9 | 11 | 76 | 8 | 75 |  |  |  |  |  |  |  |  |  | 82    |      |

| Legenda | 1º posto        | 2º posto            | 3º posto            | A punti      | Senza punti        | Grassetto – Pole position Corsivo – Giro più veloce |
| Legenda | Gara non valida | Non qual./Non part. | Ritirato/Non class. | Squalificato | '-' Dato non disp. | Grassetto – Pole position Corsivo – Giro più veloce |